# JW Roy
Jan Willem Roy (Knegsel, 12 augustus 1968) is een Nederlands singer-songwriter. Zijn eerste album bracht hij uit in 1997. De eerste vier albums zijn Engelstalig, daarna ging hij door in het Nederlands en het Brabants. Hij wordt op zijn albums bijgestaan door onder andere Ilse DeLange, BLØF, Freek de Jonge, Guus Meeuwis, Nynke Laverman en Fernando Lameirinhas. 

## Carrière
Samen met Gerard van Maasakkers maakte hij het lied As ge ooit, een vertaling van het op het album Deeper Shades verschenen lied Broken Wings. Het Brabantstalige nummer werd een bescheiden hit. In 2008 vertaalde Van Maasakkers het nummer naar het Nederlands. Ook spitste hij de tekst toe op de actie Ticket for Tibet, waarbij aandacht werd gevraagd voor de situatie van veel Tibetanen in ballingschap. De formatie "Ticket for Tibet", waar ook Roy weer in zat, bereikte op 18 april 2008 met deze nieuwe versie van As ge ooit de eerste plaats in de single-top-100. 
In 2010 bracht de zanger een boek en een cd uit over zijn geboortestreek, de Acht Zaligheden (Acht Zaligheden/Ach, Zalig Man). Zes nummers werden geschreven door JW Roy zelf en de twee andere nummers door Gerard van Maasakkers en Guus Meeuwis. Naast het boek en de cd werden er ook samen met Frank Lammers voorstellingen gehouden.
In 2015 maakte hij samen met Diggy Dex het nummer Treur niet (Ode aan het leven). Dit was in 2016 het meest gedraaide Nederlandstalige liedje op de radio en won daarmee de SENA Performers Award. 
In 2016 speelde hij mee bij het jaarlijkse muzikale evenement Groots met een zachte G, samen met Guus Meeuwis. 
Op 30 september 2017 vierde JW Roy in een uitverkochte Effenaar zijn 20-jarig artiestenbestaan onder de naam 'Van Slagerszoon tot Songsmid'. Samen met gasten als Guus Meeuwis, Diggy Dex, Gerard van Maasakkers, Ruud van den Boogaard, Frank Lammers en Lea Kliphuis verzorgde hij een avond met muziek van al zijn albums. Een dag eerder lanceerde hij zijn nieuwe album, A Room Full Of Strangers.

## Discografie

### Albums
- Round Here (1997)
- Deeper Shades (1999)
- Keep it Coming (2002)
- Kitchen table blues (2004)
- Laagstraat 443 (2005)
- JW Roy (2008)
- JW Roy Leeft (2008)
- Weet het zeker (2010)
- Acht Zaligheden/Ach, Zalig Man (2010) boek/cd
- Waiting Game (2013)
- Dry Goods & Groceries Albumboek (2015)[1]
- JW Roy - A Room Full Of Strangers (2017)
- Lance, the rise and fall in 14 songs samen met Bert Wagendorp (2017) Bekroond met de Nico Scheepmaker Beker 2017.
- Kouwe Kermis  (2022) (met albumboek)

### Singles
- You Didn't Know It (1997)
- Sixth Street (1999)
- Deeper Shades (1999)
- Get Ready (2002)
- River's Promise (2003)
- Better Days (2004)
- Straight Back To You (2004)
- Kortsten Dag (2005)
- Nie Meer Goed (2005)
- Is Het De Regen (2007)
- Om Me Heen (2008)
- Mijn Vriend (2009)
- Zonder Om Te Kijken (Een Maatpak- En BlackBerry-Boys Blues) (2010)
- Soms Is Het Beter (2011) "Uit de film De bende van Oss"

### Diversen
- Gerard van Maasakkers & JW Roy – As Ge Ooit (2003)
- Diggy Dex feat. JW Roy – Treur Niet (Ode Aan Het Leven) (2015)

| Single met eventuele hitnotering(en) in de Nederlandse Top 40 | Datum van verschijnen | Datum van binnenkomst | Hoogste positie | Aantal weken | Opmerkingen                                           |
| ------------------------------------------------------------- | --------------------- | --------------------- | --------------- | ------------ | ----------------------------------------------------- |
| Treur niet (Ode aan het leven)                                | 2015                  | 14-11-2015            | 10              | 17           | met Diggy Dex / Nr. 21 in de Single Top 100 / Platina |

### NPO Radio 2 Top 2000
| Nummer met noteringen in de NPO Radio 2 Top 2000 | '16 | '17 | '18 | '19 | '20 | '21 | '22 | '23 | '24 |
| ------------------------------------------------ | --- | --- | --- | --- | --- | --- | --- | --- | --- |
| Treur niet (Ode aan het leven) (met Diggy Dex)   | 437 | 462 | 389 | 354 | 203 | 210 | 282 | 373 | 354 |

1. ↑  Een vetgedrukt getal geeft de hoogste notering aan.
2. ↑  2016 was het eerste jaar met een notering voor dit nummer.